# Королевский норфолкский полк
Королевский норфолкский полк (англ. Royal Norfolk Regiment) — полк линейной пехоты Британской армии, существовавший в 1881—1965 годах. Формально считался преемником 9-го пехотного полка (англ. 9th Regiment of Foot) британских войск, который был образован в 1685 как Пехотный полк Генри Корнуолла (англ. Henry Cornwall's Regiment of Foot) и получил номерное обозначение в 1751 году.
Собственно Норфолкский полк (англ. Norfolk Regiment) был создан в 1881 году во время реформ Чайлдерса в Британской армии после объединения 9-го (восточно-норфолкского) пехотного полка с батальонами ополчения и стрелковыми добровольческими батальонами. Полк участвовал в сражениях Первой мировой войны на Западном фронте и Ближневосточном театре военных действий. 3 июня 1935 года полк стал называться королевским. Он же участвовал в сражениях Второй мировой войны во Франции и Бельгии на начальном этапе войны, в Бирме и затем уже после высадки войск союзников в 1944 году в освобождении Западной Европы.
В 1959 году Королевский норфолкский полк объединился с Саффолкским в единый 1-й восточно-английский полк (королевский норфолкский и саффолкский), а после слияния 1-го, 2-го (личного герцогини Глостерской Королевского линкольнширского и нортгемптонширского) и 3-го (16-го/44-го) вместе с Королевским лестерширским был образован Королевский Английский полк, в котором традиции Норфолкского полка сохраняет рота A 1-го батальона (королевская норфолкская).

## История

### Образование

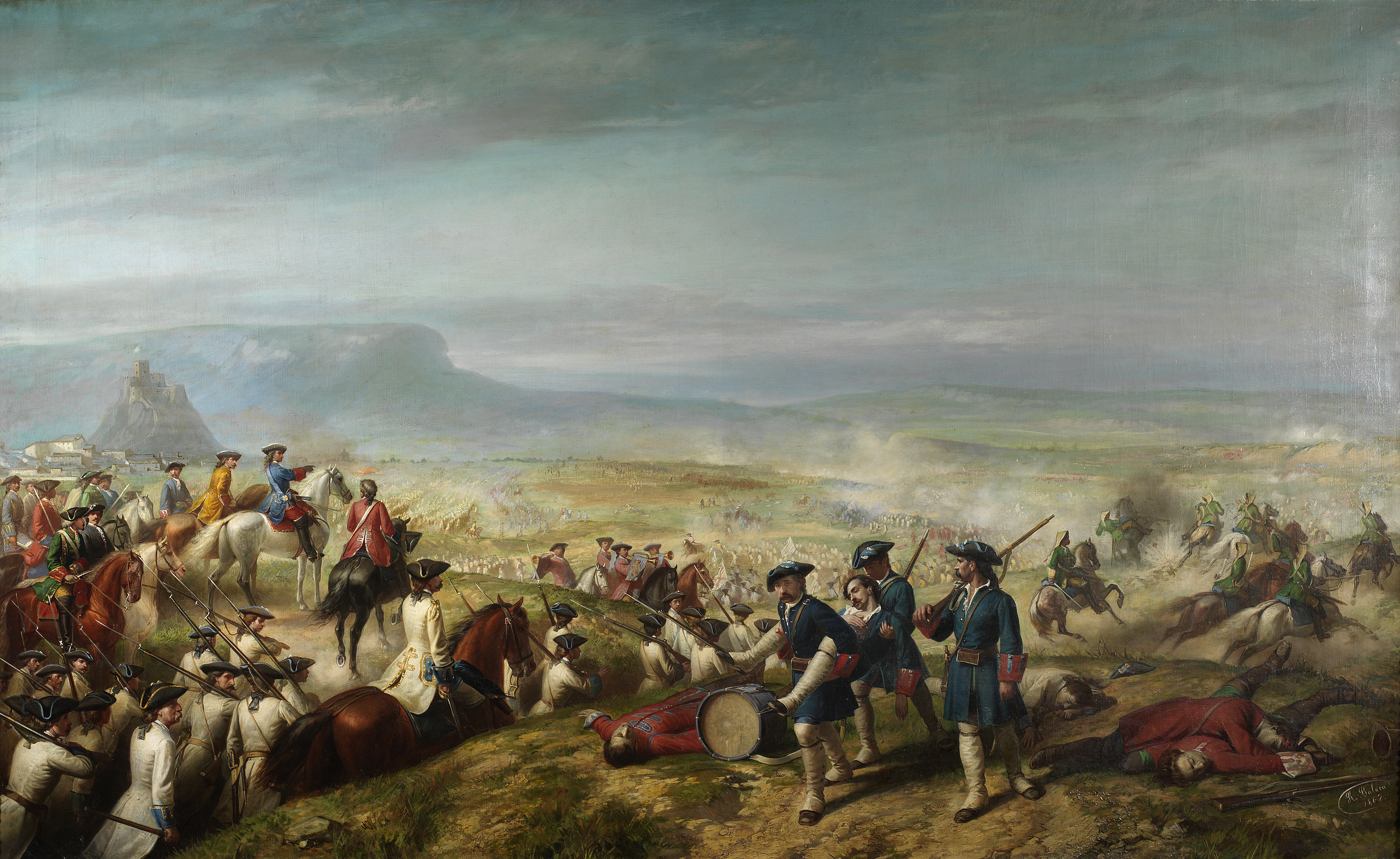
Картина Рикардо Балака «Сражение при Альмансе»: в сражении 25 апреля 1707 года участвовал 9-й пехотный полк

Полк был образован для Английской армии в Глостере полковником Генри Корнуоллом в 1685 году по указу короля Якова II, став ответом на восстание Монмута и получив название Пехотный полк Генри Корнуолла. После завершения Славной революции Корнуолл покинул этот пост, и командиром полка стал полковник Оливер Николас в ноябре 1688 года. В декабре 1688 года Николас из-за симпатий к якобитам был отстранён от командования, и полк возглавил Джон Каннингем. В апреле 1689 года полк под командованием Каннингхема отплыл из Ливерпуля в Дерри, где участвовал в войне двух королей и безуспешно осаждал Дерри. После возвращения полка в Англию в мае Каннингхема заменил Уильям Стюарт, под руководством которого полк успешно взял Дерри летом того же года. Полк также участвовал в битве на реке Бойн в июле 1690 года, в осаде Лимерика в августе 1690 года и осаде Атлона в июне 1691 года. В июле участвовал в битве при Охриме, в августе — в повторной осаде Лимерика.
В июне 1701 года полк отправился в Голландию, весной 1702 года он участвовал в осаде Дюссельдорф-Кайзерсверта и Венло во время Войны за испанское наследство. В марте 1704 года полк высадился в Лиссабоне и принял участие в битве при Альмансе в апреле 1707 года, прежде чем вернуться в Англию летом 1708 года. С лета 1718 по 1746 годы полк нёс службу в Менорке. В 1751 году полк официально стал называться 9-м пехотным полком после того, как всем пехотным полкам Британской армии присвоили номера вместо имён полковников-командиров. Во время Семилетней войны полк завоевал право на нанесение первых воинских почестей на своё знамя, захватив в 1761 году французский остров Бель-Иль. В марте 1762 года под командованием Джорджа Кеппела полк высадился на Кубе и летом взял Гавану.

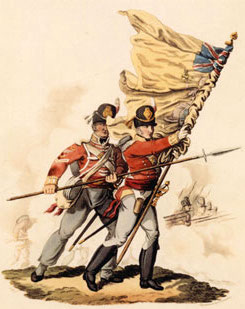
Рядовой и сержант-знаменосец 9-го пехотного полка, 1813 год

После подписания Парижского мира в 1763 году, завершившего Семилетнюю войну, полк перебрался в местечко Сент-Огастин (ныне Флорида), где оставался до 1769 года. В апреле 1776 года полк был переброшен в Канаду в состав экспедиции, ведомой генерал-майором Джоном Бергойном, и принял участие в осаде форта Тикондерога и битве за Форт-Энн в июле 1777 года во время Американской войны за независимость. Осенью 1777 года полк был разгромлен в битве при Саратоге, а личный состав его три года пробыл в плену как часть так называемой Конвенционной армии.
31 августа 1782 года полк удалось воссоздать за счёт новобранцев и восстановить под именем 9-го (восточно-норфолкского) пехотного полка (англ. 9th (East Norfolk) Regiment of Foot). В январе 1788 года полк прибыл в Вест-Индию, где поучаствовал в захвате острова Тобаго и нападении на Мартинику, после чего взял Сент-Люсию и Гваделупу, вернувшись в Англию осенью 1796 года. В 1799 году по распоряжению короля символом полка стала аллегория Британии, в том же году осенью была совершена совместная русско-английская экспедиция во главе с герцогом Йоркским Фредериком в Голландию, где полк сражался под Бергеном в сентябре и под Алкмаром в октябре. В августе 1800 года под руководством генерала сэра Джеймса Пултни полк принял участие в экспедиции к Ферролю. В ноябре 1805 года после Трафальгарской битвы полк понёс серьёзные потери: транспорт «Ариадна» с личным составом 1-го батальона полка, шедший из Ирландии, попал в бурю и был выброшен на северо-западное побережье Франции, в результате чего 262 человека попали в плен к французам.

### Наполеоновские войны

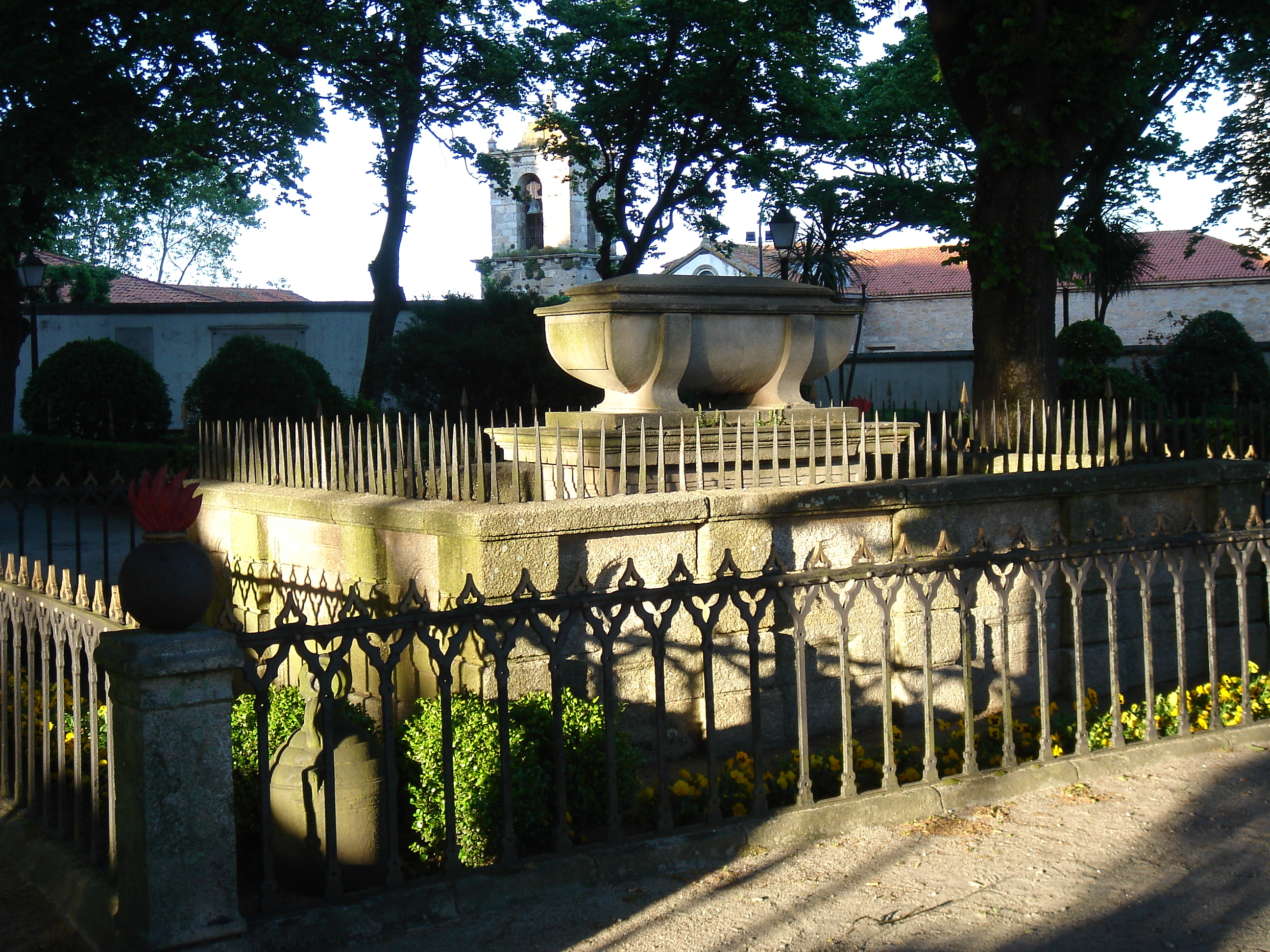
Могила сэра Джона Мура в саду Сан-Карлос в Ла-Корунье: похороны провёл личный состав 9-го полка

В июне 1808 года полк отправился в Португалию, где участвовал в Пиренейской войне против Наполеоновской Франции. В частности, полк сражался при Ролисе и при Вимейру в августе 1808 года. После битвы при Ла-Корунье, в которой погиб командир британских войск в Испании генерал Джон Мур, полк организовал похороны генерала и затем покинул Испанию. Летом 1809 года полк участвовал в провальной для британцев Голландской экспедиции в Вальхерен.
В марте 1810 года полк вернулся на Пиренейский полуостров и под командованием герцога Уэллингтона принял участие в ряде сражений против Франции на испанских и португальских землях: в сентябре 1810 года — при Бусаку в апреле 1811 года — при Сабугале, в мае 1811 года — при Фуэнтес-де-Оньоро, в январе 1812 года — при Сьюдад-Родриго, в марте 1812 года — при Бадахосе, в июле 1812 года — при Саламанке, в сентябре 1812 года — при Бургосе, в июне 1813 года — при Витории, в сентябре 1813 года — при Сан-Себастьяне. На территории Франции полк сражался против французов на Нивеле в ноябре 1813 года и на Ниве в декабре 1813 года.
В связи с шедшей англо-американской войной полк отправился в Канаду под руководством герцога Артура Уэлсли Веллингтона, чтобы не дать американцам ворваться на территорию Канады, и поэтому в битве при Ватерлоо не участвовал. 1-й батальон продолжил нести службу в составе оккупационных войск во Франции, а 2-й батальон был расформирован в конце 1815 года.

### Викторианская эпоха

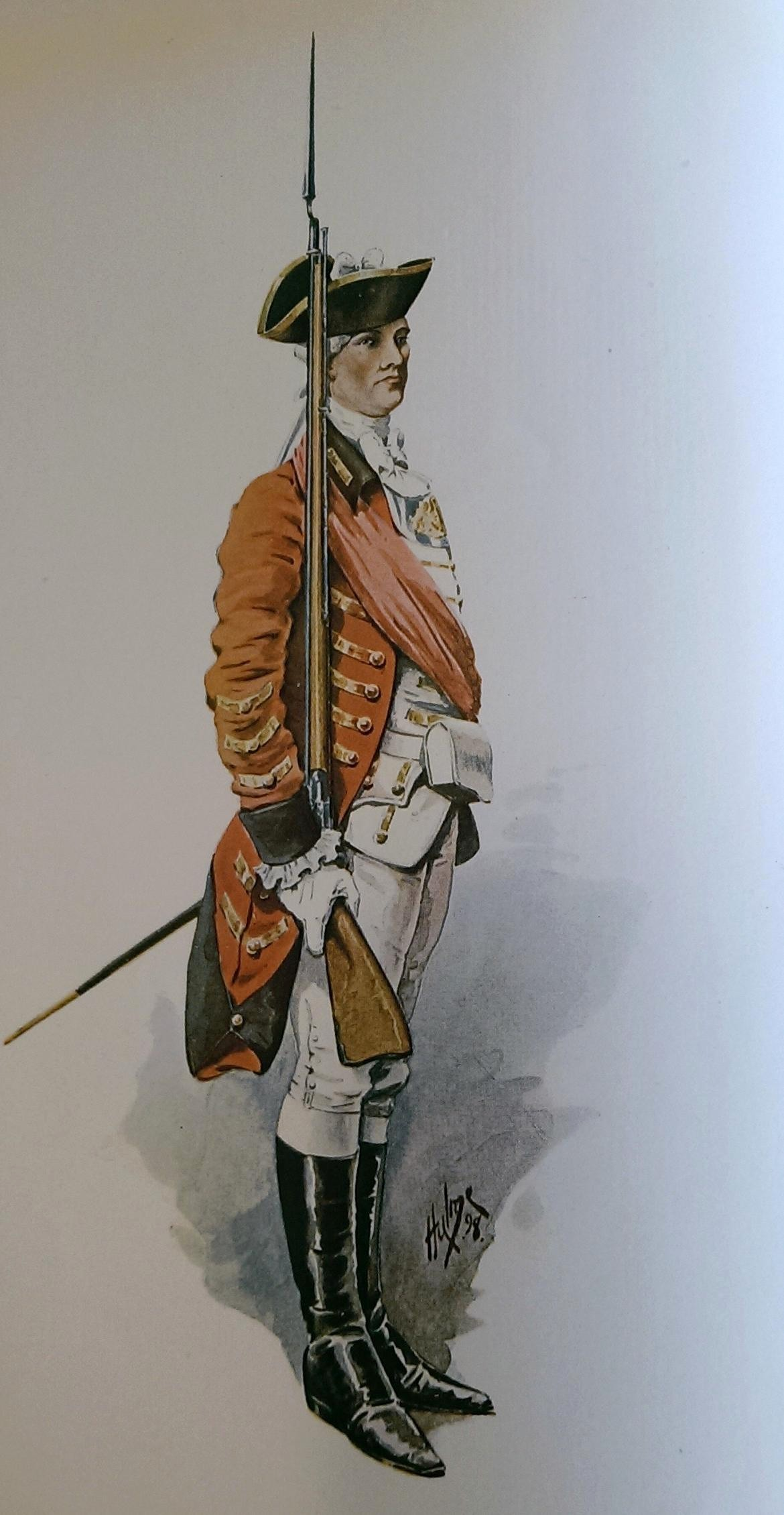
Офицер ополчения Восточного Норфолка, на основе которого был создан 4-й батальон Королевского норфолкского полка

В августе 1842 года полк в Кабуле вступил в бои Первой англо-афганской войны. В декабре 1845 года полк вступил в Первую англо-сикхскую войну, отличившись в сражениях при Мудки и при Ферозешахе в том месяце, а также в битве при Собраоне в феврале 1846 года. В 1853 году была образована Артиллерия ополчения Норфолка (англ. Nofrolk Artillery Militia).

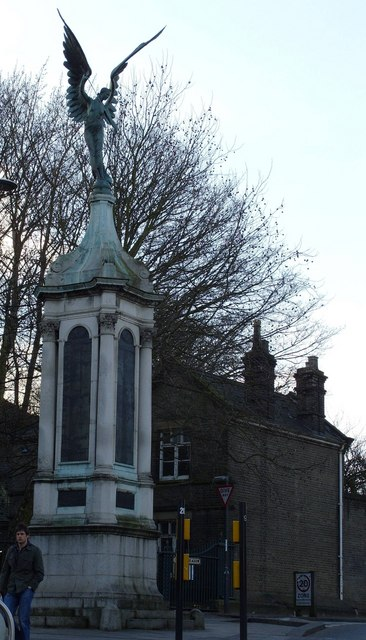
Памятник погибшим в англо-бурской войне солдатам Норфолкского полка у Касл-Мидоу в Норидже

Полк был задействован в Крымской войне, с зимы 1854 года участвуя в осаде Севастополя. В 1866 году полк высадился в японской Йокогаме для защиты британских экономических и дипломатических интересов в недавно открытом порту в районе Яматэ, влившись в британский гарнизон. В 1879 году полк снова прибыл в Кабул, где участвовал во второй англо-афганской войне. Полк числился в дивизии Брайта, в бригаде Чарльза Гофа, и участвовал в марше к Кабулу во время осады афганцами Шерпурского кантонмента.
Полк не был затронут ни реформами Колдуэлла в 1870-е годы (с 1873 года он базировался в казармах Горлстоун в Грейт-Ярмуте), ни реформами Чайлдерса в 1881 году: поскольку в его составе уже было два батальона, объединяться с другим полком не имело смысла. 1 июля 1881 года полк стал просто называться Норфолкским полком (англ. The Norfolk Regiment). Службу в составе полка несли два регулярных батальона (1-й и 2-й) и два батальона ополчения (3-й и 4-й, причём 4-й был сформирован из ополчения Восточного Норфолка), полк хранил все воинские почести и традиции своего предшественника. С 1887 года сначала на территории Гибралтара, а затем и в Британской Индии службу нёс 1-й батальон полка.
В январе 1900 года 3-й батальон ополчения полка (бывший 1-й батальон ополчения Норфолка) был призван для участия в англо-бурской войне. 540 солдат и офицеров покинули Куинстаун на судне «Оротава», прибыв через месяц в Кейптаун. В марте 1900 года полк сражался против буров при Поплар-Гров. В 1908 году после реорганизации добровольческих батальонов в Территориальные силы и ополчения (милиции) в Особый резерв в полку в итоге появились один резервный батальон (3-й) и три территориальных батальона — 4-й (Сент-Джилс, Норидж), 5-й (Квебек-Стрит, Дерэм) и 6-й велосипедный (Розари-роуд, Норидж).

### Первая мировая война

#### Регулярные войска
На момент начала Первой мировой войны 1-й батальон Норфолкского полка находился в Ирландии. 4 августа поступил приказ о мобилизации после того, как Великобритания объявила войну Германии, и 1-й батальон был включён в состав 15-й пехотной бригады и 5-й пехотной дивизии, покинув Белфаст 14 августа и прибыв во Францию, где вступил в состав Британских экспедиционных сил. В августе 1914 года батальон вступил в битву против Германской имперской армии при Монсе. 2-й батальон находился в Бомбее в составе 18-й Белгаумской бригады 6-й Пунской пехотной дивизии Британской Индийской армии на момент начала войны; участвовал в Месопотамской кампании. В апреле 1916 года после капитуляции гарнизона Эль-Кута в плен попала часть личного состава батальона; многие погибли от болезней, и позже подобные трагедии повторялись во Второй мировой войне с батальоном.

#### Территориальные силы
4-й и 5-й батальоны Территориальных сил как 1/4-й и 1/5-й входили в Норфолкскую и саффолкскую бригаду из Восточно-английской дивизии. В мае 1915 года батальоны вошли в состав 163-й Норфолкской и саффолкской бригады и 54-й Восточно-Английской пехотной дивизии соответственно. Оба территориальных батальона участвовали в Галлиполийской кампании в середине 1915 года, причём в 1/5-м батальоне несли службу люди, ранее трудившиеся в Сандрингемском дворце.
12 августа 1915 года произошло трагическое событие в истории полка: 1/5-й батальон во время наступления на деревню Анафарта оказался частично отрезан от остальных частей из-за шквального пулемётного и снайперского турецкого огня, а из-за лесного пожара, вспыхнувшего в результате постоянных артиллерийских обстрелов с обеих сторон, в погоне за турецкими войсками бесследно исчез в дыму. Позже поисково-спасательные отряды в 1918 году обнаружили останки многих солдат батальона, по всей видимости, убитых турками. Согласно показаниям одного из офицеров, в одном из крупных захоронений были обнаружены тела 180 солдат, в том числе 122 бойцов Норфолкского полка, которые были убиты на одной из турецких ферм; факт убийства турками пленных «норфолкцев» подтвердили несколько выживших бойцов 1/5-го батальона.
Тем не менее, обстоятельства гибели личного состава батальона породили множество легенд о мистическом исчезновении батальона в некоем облаке тумана, спустившемся с небес. В 1999 году BBC выпустил телефильм «Вся королевская рать» с Дэвидом Джейсоном в роли командира батальона, капитана Фрэнка Реджинальда Бека: в фильме было показано, что британские солдаты попали в турецкое окружение и, несмотря на мольбы о пощаде, были жестоко убиты. В 1917 году второе сражение за Газу унесло жизни 1100 человек — 75 % личного состава обоих батальонов — после чего к переброске на фронт стали готовить 1/6-й велосипедный батальон из Нориджа, однако до конца войны он не покинул острова и остался в Норфолке, перейдя только в конце войны в Ирландию.
В сентябре 1914 года из тех солдат 4-го и 5-го батальона, которые не были отправлены на фронт, были созданы 2/4-й и 2/5-й батальоны. Территориальные войска разделились на части 1-й линии (пригодные к службе на фронте) и 2-й линии (резерв). Для удобства каждому батальону добавили префикс 1/ или 2/ (таким образом, 1/4-й батальон нёс службу на фронте как батальон 1-й линии, а 2/4-й батальон был в резерве как батальон 2-й линии). Оба батальона 2-й линии входили во 2-ю норфолкскую и саффолкскую бригаду из 2-й восточно-английской пехотной дивизии, а в августе 1915 года вошли в 208-ю (2-ю норфолкскую и саффолкскую бригаду), подчинявшуюся 69-й (2-й Восточно-Английской) пехотной дивизии. В 1918 году их расформировали (2/5-й в мае, 2/4-й в июне). 2/6-й велосипедный батальон не отличался от 1/6-го и до своего роспуска в мае 1918 года был в Великобритании.
Норфолкское йоменство, которое было образовано как кавалерийский полк и сражалось как пехотный полк в Галлиполийской кампании, стало позже 12-м батальоном Норфолкского йоменства при Норфолкском пехотном полку в составе 74-й йоменской пехотной дивизии «сломанных шпор». Батальон участвовал в 1917 году в Синайско-Палестинской кампании, в третьем сражении за Газу (особенно в битвах за Беэр-Шеву и за Неби-Самвил), а также в битве за Тель-Азур в марте 1918 года. 74-я дивизия была отправлена в помощь Британским экспедиционным силам во Франции, где 12-й батальон в составе 31-й пехотной дивизии участвовал в Стодневном наступлении.

#### Служебные батальоны

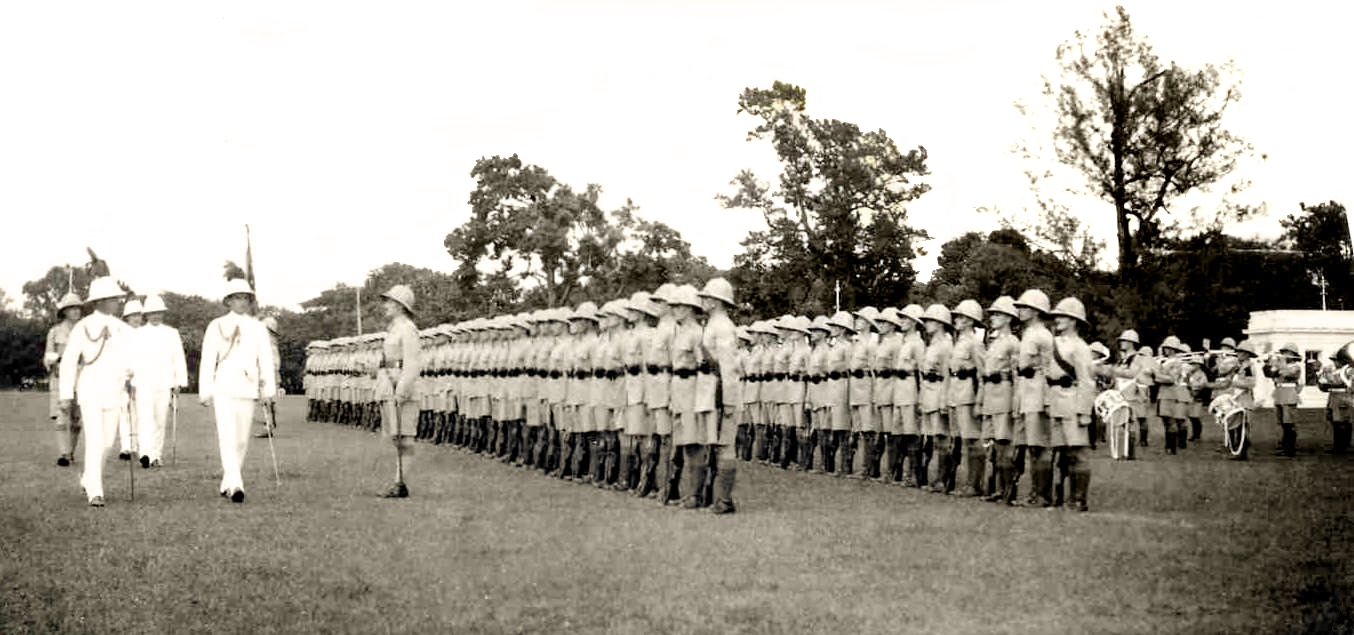
Сэр Джон Андерсон, генерал-губернатор Бенгалии, проводит смотр 1-го батальона Норфолкского полка

7-й (служебный) батальон Норфолкского полка был образован в августе 1914 года из добровольческой армии Китченера, а в мае 1915 года высадился в составе 35-й пехотной бригады 12-й Восточной пехотной дивизии в Булонь-сюр-Мер для участия в боях на Западном фронте. 8-й (служебный) батальон высадился в июле 1915 года в составе 53-й пехотной бригады 18-й Восточной пехотной дивизии в Булони и участвовал в сражениях первого дня битвы на Сомме, 1 июля 1916 года. 9-й (служебный) батальон высадился в августе 1915 года в составе 71-й пехотной бригады 24-й пехотной дивизии в Булони для участии в сражениях на Западном фронте. С апреля 1915 года 10-й служебный батальон стал 10-м резервным батальоном.

#### Крест Виктории
В 1917 году во время битвы при Камбре подполковник Норфолкского полка Джон Шервуд-Келли возглавил атаку ирландских войск на окопы противника, за что был отмечен Крестом Виктории.

### Вторая мировая война

#### Отличившиеся бойцы

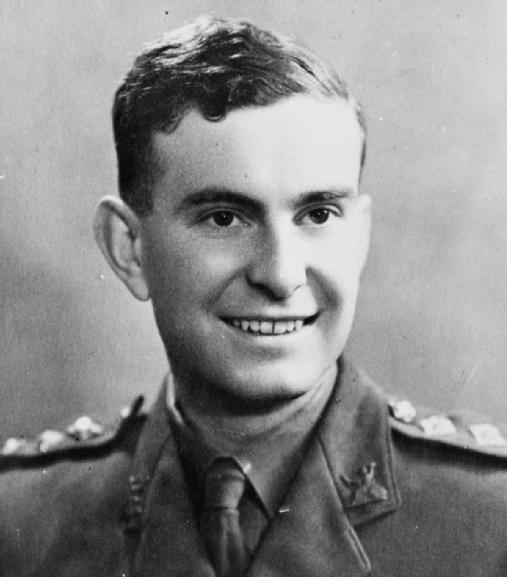
Джон Нил Рэндл, кавалер Креста Виктории

3 июня 1935 года по случаю своего 250-летнего юбилея и 25-летия со дня начала правления короля Георга V полк получил своё полное наименование — Королевский норфолкский полк (англ. Royal Norfolk Regiment). В 1940 году личный состав 2-го батальона, участвовавшего в обороне Франции, был отмечен наградами — капитан Фрэнк Питер Барклай награждён Военным крестом, а лэнс-капрал Дэвис — Воинской медалью. В конце войны капитан Барклай руководил 1-м батальоном во время боёв в Западной Европе.
Всего Крестом Виктории, высшей воинской наградой в Великобритании, было отмечено пять человек из Норфолкского полка, чего не было ни в одном другом полку:
- Дэвид Олджо Джемисон[англ.]
- Джон Нил Рэндл[англ.]
- Джордж Гристок[англ.]
- Сидней Бейтс[англ.]
- Джордж Артур Ноулэнд

#### Регулярные батальоны

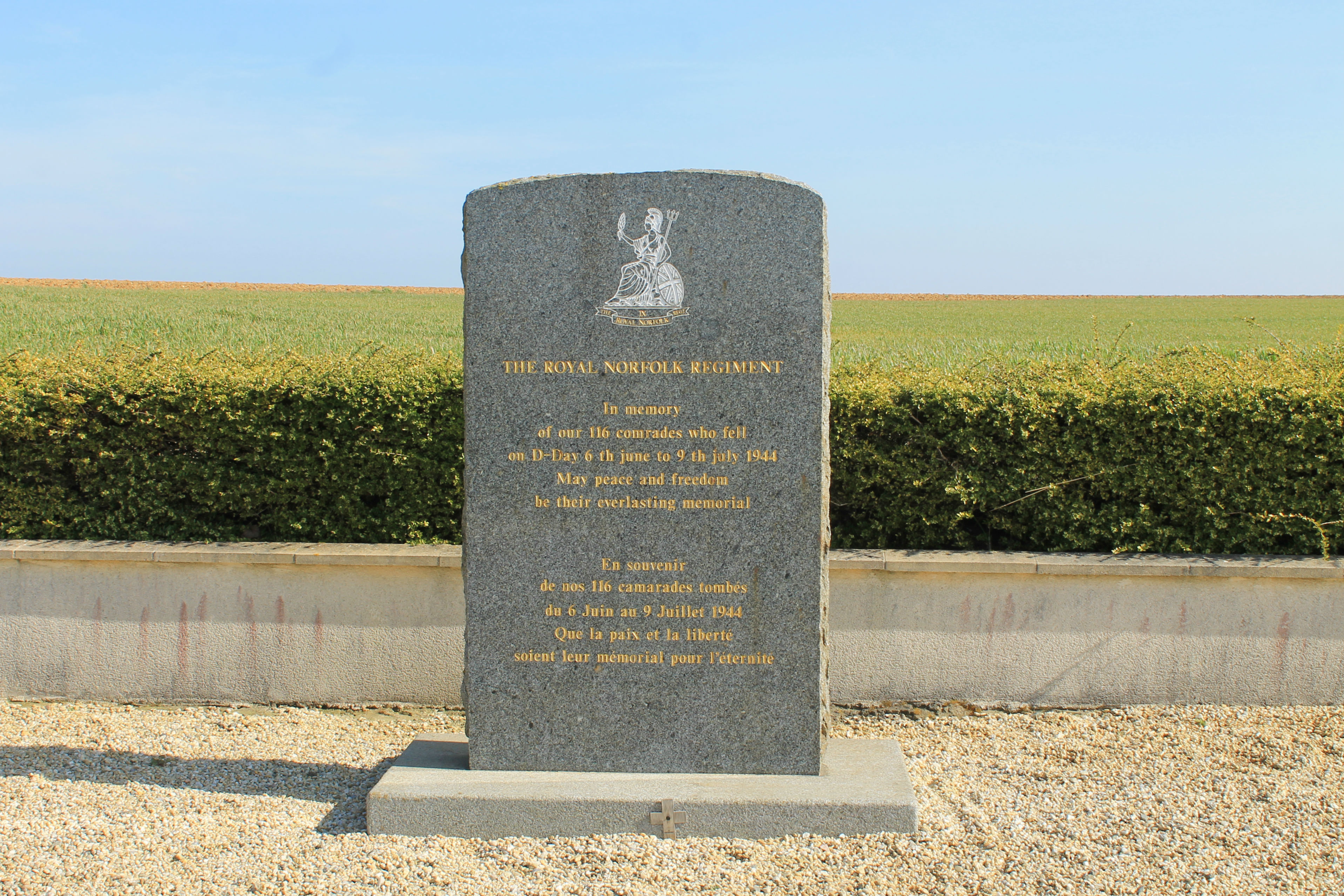
Памятник 116 погибшим при высадке в Нормандии британцам из Норфолкского полка, Бьевиль-Бёвиль

1-й батальон нёс службу в составе регулярных войск в Индии и в июле 1940 года прибыл в Великобританию в разгар авианалётов люфтваффе. Батальон изначально служил в 185-й пехотной бригаде 79-й бронетанковой дивизии, но затем всю бригаду вместе со 2-м батальоном Королевского Уорвикширского полка и 2-м батальоном Его Величества Шропширского лёгкого пехотного полка включили в 3-ю пехотную дивизию, где все батальоны и несли службу до конца войны.
В день начала Нормандской операции, 6 июня 1944 года в 7:25 на Ред-Куин-бич высадился 1-й батальон норфолкцев, заняв левый фланг пляжа Сорд-Бич, и в дальнейшем участвовал в сражениях в Западной Европе. 6 августа 1944 года при Сурдевале погиб Сидней Бейтс из роты B 1-го батальона, посмертно удостоенный Креста Виктории за проявленную храбрость в бою против 10-й танковой дивизии СС «Фрундсберг». Командующий 2-й британской армией генерал-лейтенант Майлз Демпси писал, что именно 1-й батальон благодаря своей героической обороне помог союзным войскам в августе 1944 года продвинуться дальше. К моменту завершения войны в Европе 1-й батальон уже прославился на всю Великобританию, а фельдмаршал Бернард Монтгомери, командир 21-й группы армий, называл его лучшим среди батальонов своей группы. За 11 месяцев сражений в Европе батальон потерял 280 человек погибшими (в том числе 20 офицеров) и более 1000 ранеными и пропавшими без вести.
2-й батальон Королевского норфолкского полка участвовал в сражениях во Франции в 1940 году, а Крест Виктории за те бои получил сержант-майор роты Джордж Гристок. Однако он пережил настоящую трагедию: 26 мая 1940 года после сражения в местечке Ле-Парадиз (недалеко от Па-де-Кале) 2-й батальон капитулировал перед немецкими солдатами, которые захватили всех в плен и затем расстреляли без суда и следствия. Во время кампании во Франции батальон, которым командовал подполковник Эрик Хэйес, нёс службу в составе 4-й пехотной бригады 2-й пехотной дивизии и удерживал канал Ля-Бассе, прикрывая отступление британских войск в Дюнкерк. В разгар отступления батальон оказался отрезан от остальных войск, и штаб занял оборону на ферме Дюрье. До полудня личный состав батальона держался, отражая наступление 14-й роты 1-го батальона 2-го танкового полка 3-й танковой дивизии СС «Мёртвая голова» («Тотенкопф»), которая вела постоянный обстрел фермы. Когда у личного состава закончились боеприпасы, он сдался в плен 2-му полку дивизии СС «Тотенкопф», которым командовал оберштурмфюрер СС Фриц Кнёхляйн. Однако вопреки всем ожиданиям, 99 пленных были загнаны к зданию соседней фермы и поставлены в строй у стены, после чего немцы расстреляли из двух пулемётов всех пленных. 97 человек погибли, их трупы сбросили в яму. Спаслись только рядовые Альберт Пули и Уильям О’Каллахан, скрывшиеся в свинарнике: за ними ухаживали хозяйка фермы мадам Кретон и её сын. Через несколько суток вермахт взял обоих в плен.

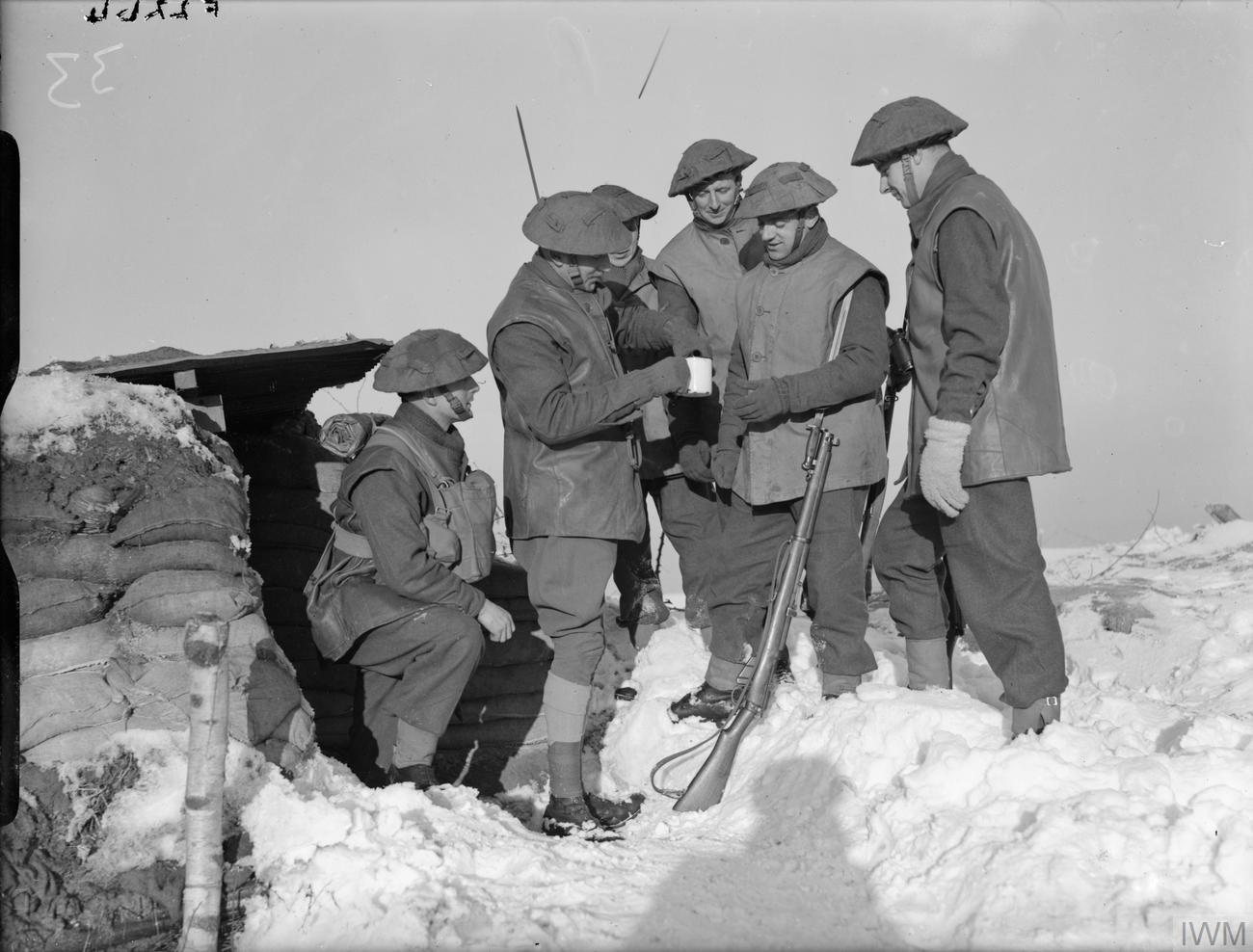
Солдаты 2-го батальона Королевского норфолкского полка обедают перед выходом на патруль, 26 января 1940 года, Франция

В 1942 году французы перезахоронили всех погибших на церковном кладбище, где ныне находится Военное кладбище Ле-Парадиз. В 1970 году на стене сарая была установлена мемориальная табличка. Спасшиеся Пули и О’Каллахан вскоре рассказали британцам после своего освобождения о том, что совершили люди Кнёхляйна, и британская прокуратура вышла на след преступника, арестовав его. После суда в Гамбурге 28 января 1949 года Кнёхляйн был признан виновным в военном преступлении и повешен.
Уцелевшие бойцы 2-го батальона в составе всё той же 4-й пехотной бригады 2-й пехотной дивизии продолжали службу на Дальнем Востоке в Бирманской кампании и участвовали в Кохимской битве. Батальон был в составе 14-й британской армии, которую называли «Забытой армией» (англ. Forgotten Army), поскольку о её подвигах было не так хорошо известно, как о подвигах британских войск в Европе. Командовал армией Уильям Слим, 1-й виконт Слим. В составе 2-го батальона посмертно Крестами Виктории были награждены Джон Нил Рэндл и Джордж Артур Ноулэнд за выдающийся героизм, проявленный в боях на Дальнем Востоке.

#### Батальоны Территориальной армии
4-й, 5-й и 6-й батальоны в составе Территориальной армии несли службу на Дальнем Востоке. 5-й и 6-й Нориджские батальоны были в составе 53-й пехотной бригады, 4-й — в составе 54-й, а обе бригады были в составе 18-й пехотной дивизии. Все три батальона изначально готовились к отражению возможного морского и воздушного десанта Третьего рейха, но в октябре 1941 года отправились на Ближний Восток. 18-я дивизия участвовала в обороне Сингапура и Малайской операции, а бойцы батальонов (в том числе и Восточно-Английских) попали в плен в феврале 1942 года после капитуляции гарнизона Сингапура и были угнаны на принудительные работы, в том числе и на строительство Тайско-Бирманской железной дороги («Дороги Смерти»).
7-й батальон Королевского норфолкского полка был образован в мае 1939 года как 5-й батальон 2-й линии Территориальной армии, поэтому в нём служили те, кто уже служил на передовой в 5-м батальоне. Он числился также в составе 53-й пехотной бригады, как 5-й и 6-й батальоны, пока не был направлен на инженерно-сапёрные работы в составе Британских экспедиционных сил. В мае 1940 года был переведён в 51-ю пехотную дивизию, которая несла службу на линии Мажино и находилась рядом с силами 10-й армии. 7-й батальон понёс большие потери в боях против немцев, когда 51-я пехотная дивизия была окружена, и вынужден был сдаться 12 июня 1940 года — всего 31 солдат из батальона вернулся в Великобританию. В октябре 1940 года батальон был присоединён сначала к 205-й отдельной пехотной бригаде, а затем к 220-й отдельной пехотной бригаде. 14 октября 1942 года он был переведён в 176-ю пехотную бригаду вместе с 7-м батальоном Южно-Стаффордширского полка и 6-м батальоном Северно-Стаффордширского полка 59-й Стаффордширской пехотной дивизии. В июне 1944 года дивизия участвовала в высадке в Нормандии и была оценена Бернардом Монтгомери как одна из лучших его дивизий. В ночь с 7 на 8 августа капитан роты D Дэвид Олджо Джеймисон был награждён Крестом Виктории за мужество и лидерские качества, проявленные при отражении вражеских атак на протяжении 36 часов. В связи с острой нехваткой пехотинцев в Британской армии всю дивизию и батальон расформировали, разведя личный состав по разным частям 21-й группы армий, которая понесла огромные потери в Нормандии.

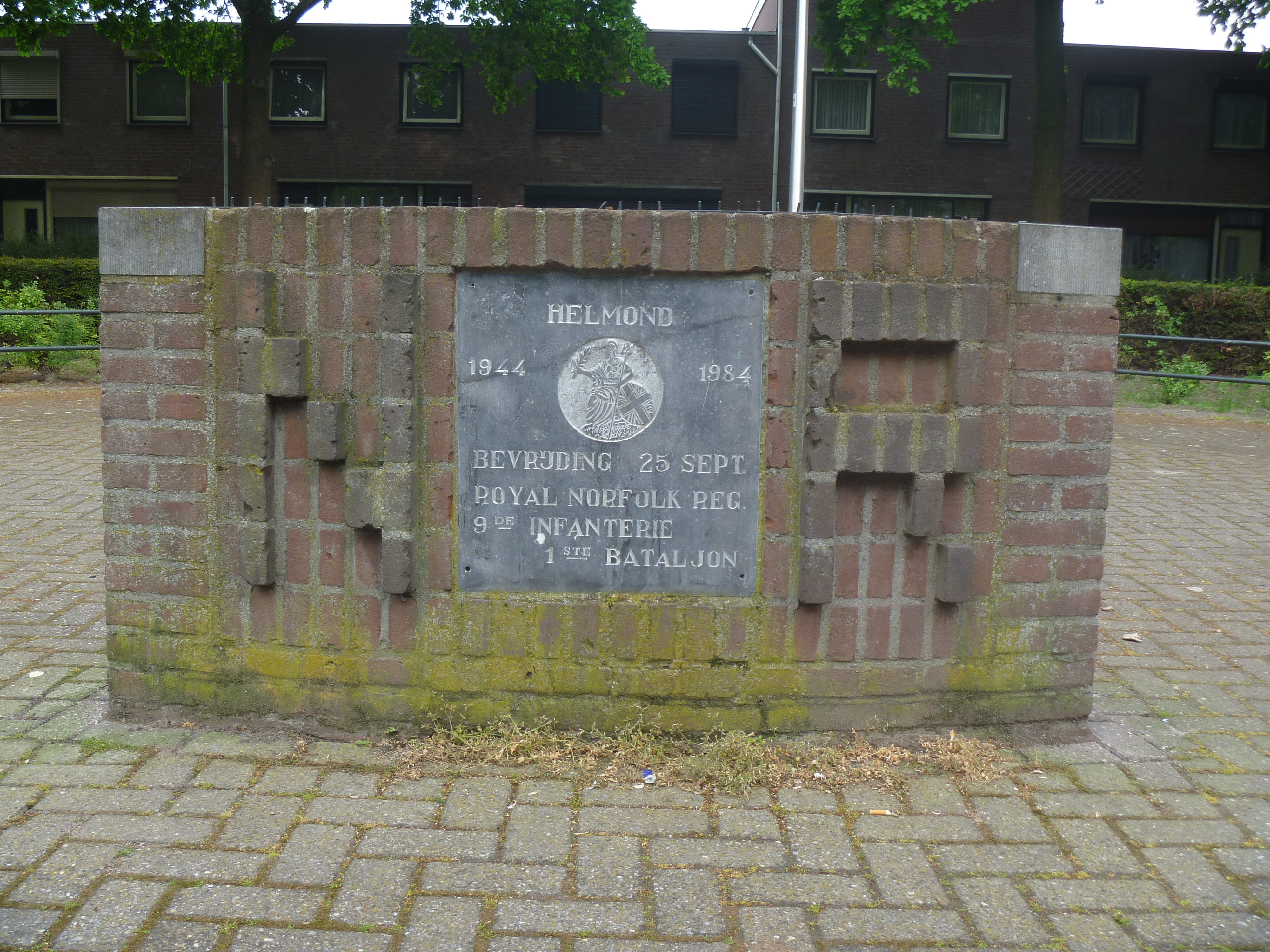
Памятник 1-му батальону Королевского норфолкского полка, вступившему в освобождённый Хельмонд 25 сентября 1944 года

#### Батальоны для чрезвычайных ситуаций
В 1939 году были образованы 8-й и 9-й батальоны из ветеранов боевых действий Первой мировой войны. Они отправляли подкрепления батальонам, нёсшим службу на передовой, а сами не отправлялись на активную службу и оставались на территории Великобритании в течение всей войны как части Домашних сил (англ. Home Forces). В августе 1944 года был расформирован 9-й батальон, поскольку была расформирована 25-я пехотная бригада, бывшая в составе 47-й Лондонской пехотной дивизии и считавшаяся базой для батальона. Вскоре 8-й батальон был переименован в 30-й и отправился нести гарнизонную службу в Италию: 43-я пехотная бригада, которая включала в свой состав также 30-й батальон Сомерсетского лёгкого пехотного полка и 30-й батальон Дорсетского полка, должна была играть роль дивизии и вводить противника в заблуждение. Батальон оставался в Италии до своего роспуска в 1946 году.
50-й «удерживающий» батальон (англ. 50th (Holding) Battalion) был образован в мае 1940 года и должен был «удерживать» временно в своём расположении бездомных, непригодных к службе, не несущих активную службу или возвращающихся из-за границы. Батальон был переименован в 9-й в октябре и присоединён к 220-й отдельной пехотной бригаде в составе дивизии графства Норфолк в начале 1941 года. 70-й молодёжный батальон (англ. 70th (Young Soldiers) Battalion) был образован в 1940 году и состоял из 18- и 19-летних людей, которые не могли призываться в армию по причине возраста. Батальон большую часть времени нёс службу в Великобритании на случай немецкого вторжения, однако в 1943 году был расформирован после того, как правительство Великобритании снизило возраст призыва до 18 лет из-за нехватки личного состава в пехотных частях. Состав батальона был распределён по другим батальонам Норфолкского полка.

### Послевоенные годы
В 1951—1952 годах полк нёс службу в Корее и участвовал в Корейской войне, а в 1955—1956 годах воевал на Кипре против ЭОКА. В 1959 году на основании Белой книги обороны 1957 года полк был расформирован, а личный состав перешёл в 1-й Восточно-Английский полк, часть Восточно-Английской бригады.

## Полковой музей
Полковой музей Королевского норфолкского полка ранее находился в казармах Британия, где ныне находится тюрьма Норидж. Позже он перебрался в Ширхолл, а затем и в музей Нориджского замка. Хотя все архивы и коллекции хранятся в Ширхолле, основная экспозиция находится именно в Нориджском замке (открыта в 2013 году). На выставке можно проследить историю полка с XVII века и до 1964 года, а также узнать об особенностях воинской службы в полку. Среди экспонатов — медали солдат полка и два Креста Виктории из шести, которыми когда-либо награждались солдаты.

## Униформа
Униформа, которую носили солдаты полка в XVII и начале XVIII веках, включала в себя оранжевую и зелёную отделку мундира последовательно. В 1733 году было дано официальное разрешение сменить облицовку с ярко-зелёной на светло-оранжевую, а к 1747 году её цвет стал жёлтым и сохранялся до 1881 года, покуда, согласно требованиям для английских и валлийских традиций, Норфолкский полк не получил алую униформу с белыми знаками отличия. В 1905 году жёлтую отделку мундира оставили только на парадной форме. Ещё одним отличием униформы Норфолкского полка стало изображение чёрной линии на золотой ленте офицерской униформы с 1881 года. В 1935 году полку было разрешено сохранить жёлтую отделку мундира вместо синей.
Аллегорическая фигура Британии с 1799 года стала отличительным знаком 9-го пехотного полка. Распространена легенда, что ещё в 1707 году королева Анна даровала этот символ полку в знак признания его заслуг в битве под Альмансой, однако доказательств использования этого символа до 1770-х годов нет, поскольку символ Британии не упоминается в указах от 1747, 1751 или 1768 годов, связанных с символами полков. Так или иначе, фигура Британии стала символом Норфолкского полка.

## Традиции
25 апреля — официальный праздник полка, годовщина битвы при Альмансе. Также за полком закрепилось прозвище «Священные парни» (англ. Holy Boys), которое появилось в годы войн в Испании: по легенде, один из испанских солдат, увидев на шапках солдат символ Британии, принял его за изображение Богородицы и тем самым дал полку прозвище.

## Воинские почести
По британским традициям, воинские почести присваиваются тем частям, которые проявили себя в различных боях, и представляют собой нанесение символического названия сражения на штандарт полка. Королевскому норфолкскому полку присвоены следующие почести:
- Ранние годы
  - Belleisle, Havannah, Martinque 1794[англ.], Rolica, Vimiera, Corunna, Busaco, Salamanca, Vittoria, San Sebastián, Nive, Peninsula, Cabool 1842, Moodkee и Ferozeshah[англ.], Sobraon[англ.], Sevastopol, Kabul 1879, Afghanistan 1879-80, Paardeberg, South Africa (1900-02)
- Первая мировая война (жирным выделены десять почестей, собственно изображённых на штандарте полка):
  - Mons, Le Cateau, Retreat from Mons, Marne 1914, Aisne 1914, La Bassée 1914, Ypres 1914 '15 '17 '18, Gravenstafel, St. Julien, Frezenberg, Bellewaarde, Loos, Somme 1916 '18, Albert 1916[англ.] '18[англ.], Delville Wood[англ.], Pozières[англ.], Guillemont, Flers-Courcelette[англ.], Morval, Thiepval[англ.], Le Transloy, Ancre Heights[англ.], Ancre 1916[англ.] '18, Arras 1917, Vimy 1917, Scarpe 1917, Arleux, Oppy, Pilckem[англ.], Langemarck 1917[англ.], Polygon Wood[англ.], Broodseinde[англ.], Poelcapelle[англ.], Passchendaele, Cambrai 1917 '18, St. Quentin, Bapaume 1918[англ.], Lys, Bailleul, Kemmel, Scherpenberg[англ.], Amiens, Hindenburg Line, Épéhy[англ.], Canal du Nord[англ.], St. Quentin Canal, Beaurevoir, Selle[англ.], Sambre[англ.], France and Flanders 1914-18, Italy 1917-18, Suvla, Landing at Suvla, Scimitar Hill[англ.], Gallipoli 1915, Egypt 1915-17, Gaza[англ.], El Mughar[англ.], Nebi Samwil[англ.], Jerusalem, Jaffa, Tell 'Asur[англ.], Megiddo, Sharon[англ.], Palestine 1917-18, Shaiba[англ.], Kut al Amara 1915 '17, Ctesiphon, Defence of Kut al Amara, Mesopotamia 1914-18
- Вторая мировая война:
  - St Omer-La Bassée, North-West Europe 1940, Normandy Landing, Brieux Bridgehead, Venray[англ.], Rhineland, North-West Europe 1944-45, Singapore Island, Kohima, Aradura (1944—1945), Burma 1944-45
- После Второй мировой:
  - Korea 1951-52

## Кресты Виктории
Шесть солдат Королевского норфолкского полка награждены Крестами Виктории:
- Подполковник Джон Шервуд-Келли[англ.] — как командир Иннискиллингских фузилёров в битве при Камбре
- Сержант-майор Джордж Гристок[англ.] — участник боёв в Бельгии, умер от полученных ранений
- Капитан Джон Нил Рэндл[англ.] — за службу на Дальнем Востоке в 1944 году
- Капрал Сидней Бейтс[англ.] — солдат 1-го батальона, участник боёв во Франции в 1944 году
- Капитан Дэвид Олджо Джемисон[англ.] — участник боёв во Франции в 1944 году
- Лейтенант Джордж Артур Ноулэнд — в составе No. 1 Commando участник боёв в Бирме в 1945 году

## Командиры полка
Полком в разное время командовали следующие лица:

### Полк с именами командиров
- 1685—1688: полковник Генри Корнуолл[англ.]
- 1688: полковник Оливер Николас
- 1688—1689: полковник Джон Каннингем[англ.]
- 1689—1715: генерал Уильям Стюарт[англ.]
- 1715—1717: генерал-лейтенант достопочтенный сэр Джеймс Кэмпбелл оф Лауарс
- 1717—1718: генерал-майор Чарльз Кэткарт, 8-й лорд Кэткарт[англ.]
- 1718—1725: полковник Джеймс Отуэй
- 1725—1737: бригадный генерал Ричард Кейн[англ.]
- 1737—1739: генерал-лейтенант Уильям Харгрейв[англ.]
- 1739—1749: Джордж Рид
- 1749—1751: генерал-майор сэр Чарльз Арманд Паулетт[англ.]

### 9-й пехотный полк
- 1751—1755: генерал Джон Уолдгрейв, 3-й граф Уолдгрейв
- 1755—1758: генерал сэр Джозеф Йорк, 1-й барон Дувр[англ.]
- 1758—1771: генерал-лейтенант Уильям Уитмор[англ.]
- 1771—1782: генерал-лейтенант Эдвард Лайгонье, 1-й граф Лайгонье[англ.]

### 9-й восточно-норфолкский полк
- 1782—1788: генерал-майор Томас Туислтон, 13-й барон Сэй и Сил[англ.]
- 1788—1794: генерал-лейтенант достопочтенный Александр Лесли[англ.]
- 1794—1804: генерал Альбемарль Берти, 9-й граф Линдси
- 1804—1805: генерал-лейтенант Питер Хантер[англ.]
- 1805—1833: генерал сэр Роберт Браунригг[англ.]
- 1833—1844: генерал-лейтенант сэр Джон Кэмерон[англ.]
- 1844—1848: генерал-лейтенант сэр Томас Арбатнот[англ.]
- 1848—1871: генерал сэр Джеймс Арчибальд Хоуп[англ.]
- 1871—1881: генерал сэр Генри Бейтс[англ.]

### Норфолкский полк
- 1881—1889: генерал сэр Генри Бейтс[англ.]
- 1889—1893: генерал сэр Артур Бортон
- 1893: генерал Чарльз Элмхёрст[англ.]
- 1893—1898: генерал Томас Эдмонд Нокс
- 1898—1903: генерал-лейтенант Генри Джеймс Бакенен[англ.]
- 1903—1917: генерал Генри Ральф Браун
- 1917—1946: генерал сэр Эдвард Питер Стрикленд[англ.]

### Королевский норфолкский полк
- 1946—1947: генерал-майор Горацио Петтас Макинтощ-Берни-Фиклин
- 1947—1951: бригадир Уильям Джон О'Брайан Донт
- 1951: генерал-майор Эрик Чарльз Хэйес[англ.]
- 1951—1959: бригадир Клод Джон Уилкинсон

## Полк в культуре
- «Вся королевская рать[англ.]» — фильм 1999 года, в которой показывается одна из версий исчезновения отряда 1/5-го батальона Норфолкского полка во время Галлиполийской кампании — согласно фильму, турки захватили норфолкцев в плен и затем казнили их.
- Песня «Прощай, Норфо́лк!» с альбома «Кровь за кровь» советской и российской рок-группы «Ария».